# 정진동
정진동(鄭鎭東, 1910년 3월 25일~1999년 10월 7일)은 대한민국의 정치인이다. 제6·7대 국회의원이다.

## 학력
- 경성제2공립고등보통학교 졸업
- 경성제국대학교 법학 학사

## 경력
- 일본고등문관시험행정과합격
- 국회전문위원
- 경북영양.영주군수
- 임시관재총국관리국장
- 변호사
- 교통부사무차관
- 제6대 국회의원(민주공화당, 경북 예천군)
- 제7대 국회의원(민주공화당, 경북 예천군)
- 민주공화당경북제19지구당위원장 및 중앙상임위원
- 제7대국회 교통체신위원장

## 역대 선거 결과
|  | 13.59% |

|  | 40.50% |

|  | 50.53% |

|  | 37.11% |